# Maguy Perrier
Marguerite Perrier « Maguy » (1895-1985) fut une résistante française. Membre d’une filière d’évasion, elle fut arrêtée, déportée, jugée, condamnée et emprisonnée avec les militants de Combat Zone Nord.

## Biographie

### Résistance
Dès juin 1940, de sa propre initiative, Maguy aide au ravitaillement et à l’évasion de soldats français prisonniers de la Wehrmacht à Paris et en banlieue.
Dès novembre 1940, Maguy rejoint une filière d’aide aux prisonniers de guerre évadés et aux jeunes gens qui cherchent à passer en zone non-occupée. Cette filière (hébergement, habillement, ravitaillement, faux papiers), apparentée à l’organisation de Paul Hauet, est rattachée au Groupe du musée de l'Homme.

### Déportation
Par erreur, Maguy est impliquée dans l’affaire du groupe de Compiègne.
- 16 mars 1942 : elle est incarcérée à la prison de La Santé.
- 22 avril 1942 : interrogatoire par la Geheime Feldpolizei de l’hôtel Cayré.
- 9 juillet 1942 : déportation en Allemagne, en vertu du décret Nacht und Nebel, par le convoi I.43 parti de Paris[2].
- 9 juillet 1942 : prison d’Aix-la-Chapelle.
- 12 juillet 1942 : prison de Cologne.
- 7 octobre 1942 : prison de Trèves.
- 14 octobre 1942 : prison de Sarrebruck.
- 14 avril 1942 : prison de Saint-Wendel.
- 8 octobre 1943 : prison de Sarrebruck.
- 15 octobre 1943 : condamnation à deux ans de travaux forcés par le 2e sénat du Volksgerichtshof.
- 8 décembre 1943 : maison de travaux forcés de Lübeck.
- 26 mars 1944 : prison de Police Lubeck Lhomule.
- 26 mai 1944 : prison de Neubrandenbourg.
- 31 mai 1944 : camp de Ravensbrück.
- 14 février 1945 : camp de Rechlin (creusement de fossés antichars).
- 13 avril 1945 : camp de Ravensbruck.
- 24 avril 1945 : libération par la Croix-Rouge suédoise.

## Sources
- Archives nationales.